# Elisabeth Hopmann
Sr.  Elisabeth Hopmann (* 20. Mai 1887 in Köln als Maria Hopmann; † 18. Februar 1937 in München) war eine deutsche Wohlfahrtspflegerin, frauenbewegte Katholikin und Gründungsmitglied der „Vereinigung katholischer Diakoninnen“.

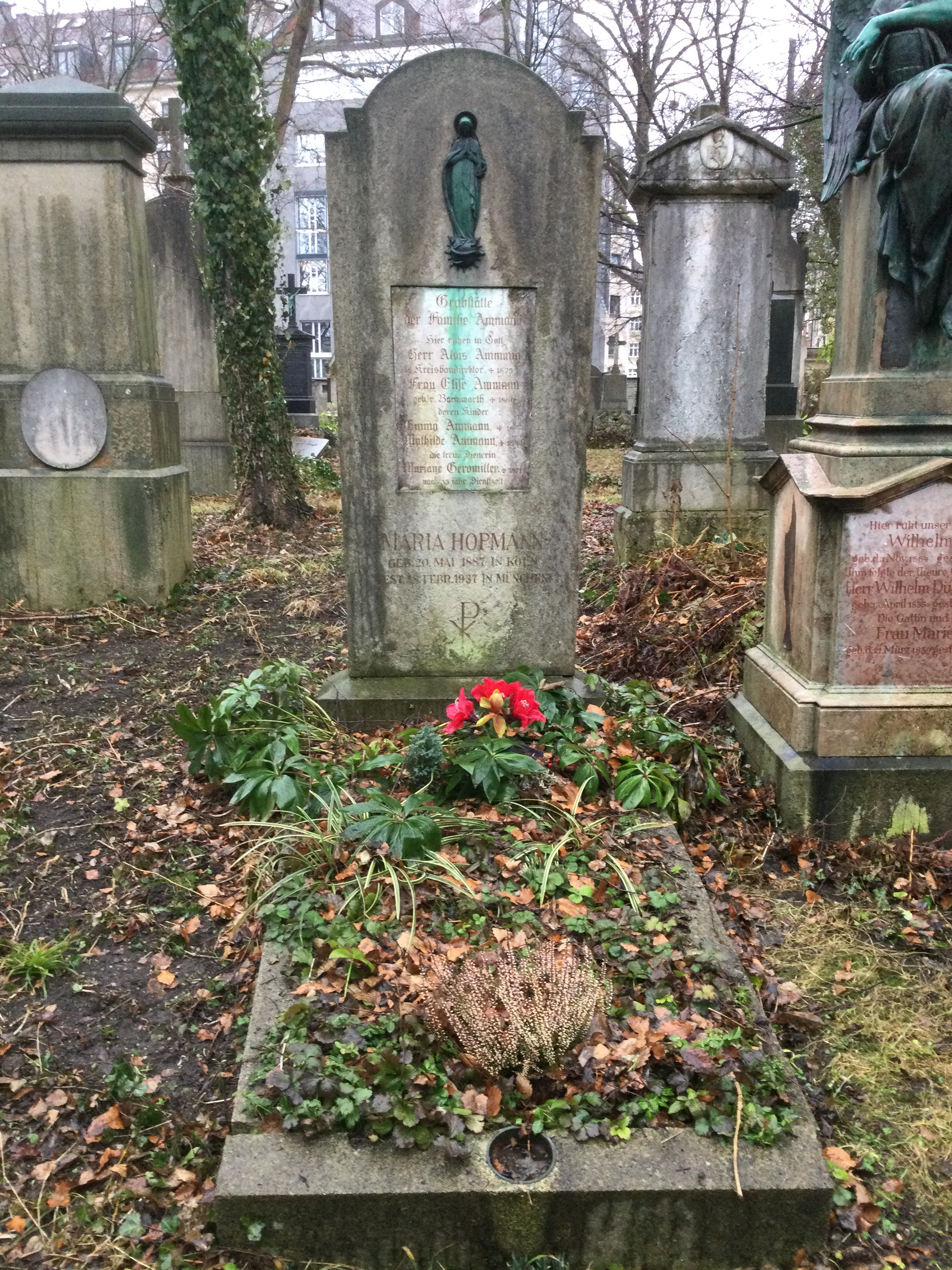
Grabstätte von Maria Hopmann

## Leben und Wirken
Maria Hopmann wurde in eine kinderreiche und angesehene tiefreligiöse Familie hineingeboren. Ihre Mutter, Emilie Hopmann, war Mitbegründerin des Katholischen Frauenbundes (KFB). Durch Vermittlung von Ellen Ammann übersiedelte die Kölnerin Oktober 1912 nach München.  Dort absolvierte sie die Wohlfahrtspflegerinnenausbildung, unterstützte ihre „Wahlmutter“ in Haushalt, Frauenbund und beim Auf- und Ausbau der „Sozial-caritativen Frauenschule“, „überall gleich geeignet“ (Neboisa 1992, S. 379). Von 1919 bis zu ihrem Tod zeichnete Maria Hopmann als stellvertretende Schulleitung verantwortlich. Ihrem Engagement ist es hauptsächlich zu verdanken, dass  die  konfessionell gebundene Soziale Frauenschule 1926 die staatliche Anerkennung erhielt. Im Jahre 1919 hatte sie zusammen mit Ellen Ammann und der Lehrerin Marie Fitz, die „Vereinigung katholischer Diakoninnen“ ins Leben gerufen. Maria Hopmann nahm den Namen Sr. Elisabeth an. Von 1925 bis 1927 war sie Oberin der „Vereinigung katholischer Diakoninnen“. Nach langer schwerer Krankheit starb Maria (Sr. Elisabeth) Hopmann am 18. Februar 1937. Beigesetzt wurde die Verstorbene auf dem Alten Südfriedhof München im Grab der Familie Ammann.

## Werke
- Die Kinderhortbewegung, Freiburg/Brsg. 1913
- Sociale und caritative Frauenschule des Katholischen Frauenbundes in Bayern, München 1918
- Staatliche Prüfung und Anerkennung von Wohlfahrtspflegerinnen in Bayern. In: Bayerisches Frauenland 1926, S. 34
- Zum 60. Geburtstag unserer Landesvorsitzenden. In: Bayerisches Frauenland 1930, S. 51–52
- Gründerin der sozialen und caritativen Frauenschule. In: Bayerisches Frauenland 1933, S. 3
- Ellen Ammann und ihre sozial-caritative Bedeutung. In: Deutsche Caritasverband (Hg.): Jahrbuch der Caritaswissenschaft, Freiburg/Brsg. 1937, S. 56–68.

## Weblink
- https://www.bbkl.de/index.php/frontend/lexicon/H/Ho/hopmann-maria-88232

## Archiv
Ida-Seele-Archiv
| Personendaten    | Personendaten                                                                            |
| ---------------- | ---------------------------------------------------------------------------------------- |
| NAME             | Hopmann, Elisabeth                                                                       |
| ALTERNATIVNAMEN  | Hopmann, Maria (Geburtsname); Sr. Elisabeth (Ordensname)                                 |
| KURZBESCHREIBUNG | deutsche Wohlfahrtspflegerin, Gründungsmitglied der Vereinigung katholischer Diakoninnen |
| GEBURTSDATUM     | 20. Mai 1887                                                                             |
| GEBURTSORT       | Köln                                                                                     |
| STERBEDATUM      | 18. Februar 1937                                                                         |
| STERBEORT        | München                                                                                  |